# 千代稲荷神社

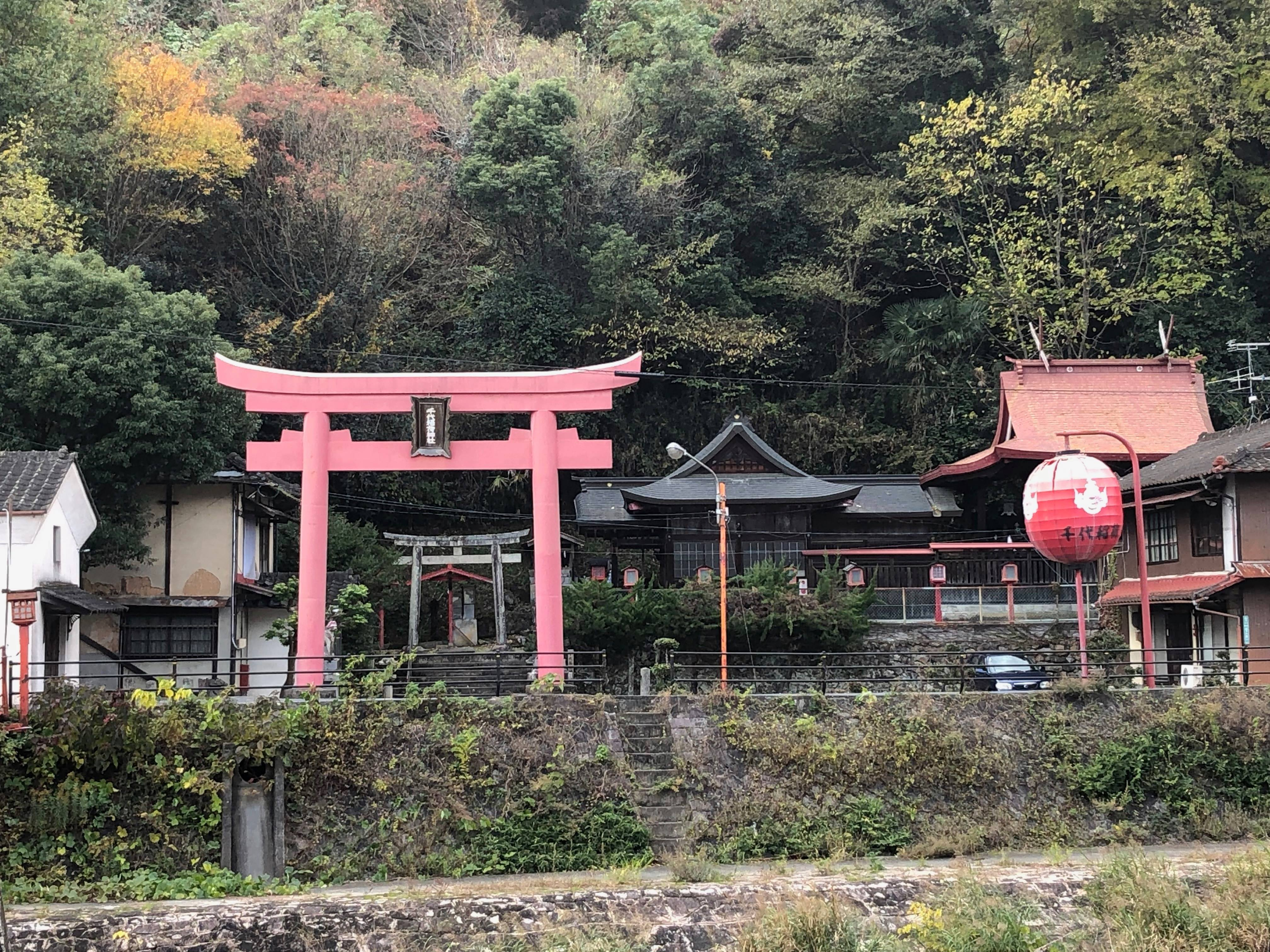
神社遠景

千代稲荷神社（せんだいいなりじんじゃ）は、岡山県津山市にある神社。旧社格は無格社。氏子はないが、町内外から参拝者が訪れている。

## 祭神
- 倉稲魂命（うかのみたまのみこと）
- 大山祇命（おおやまつみのみこと）
- 土祖神

## 歴史
創建は承平4年（934年）とされている。元々は鶴山八幡宮の摂社として鶴山の中腹に立地していたが、森忠政が慶長9年（1604年）の津山城築城時に、城南の覗山に八幡宮と共に移築、次いで慶長13年（1608年）に八子に移された。しかし、寛永11年（1634年）に津山藩2代藩主森長継の夢に現れ、「鶴山に遷れば永世城の鎮護とならん」というお告げにより祠を城郭の北隅の石垣の下（現在地から五丁程北の場所）に移され、さらに天和3年（1684年）、3代藩主森長義によって現在の場所に移された。江戸時代は千代権現と呼ばれていた。

## 境内

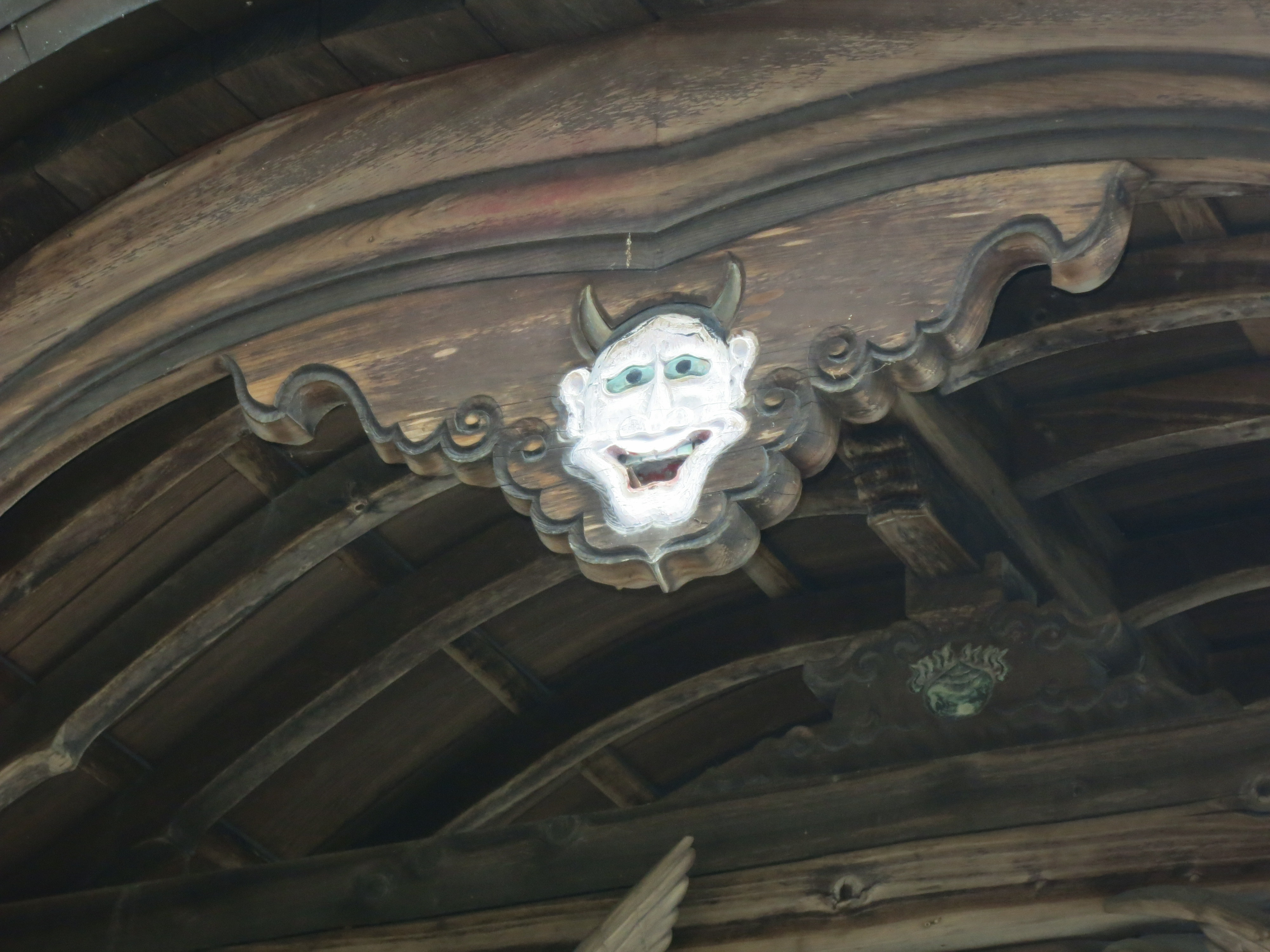
拝殿上部の般若
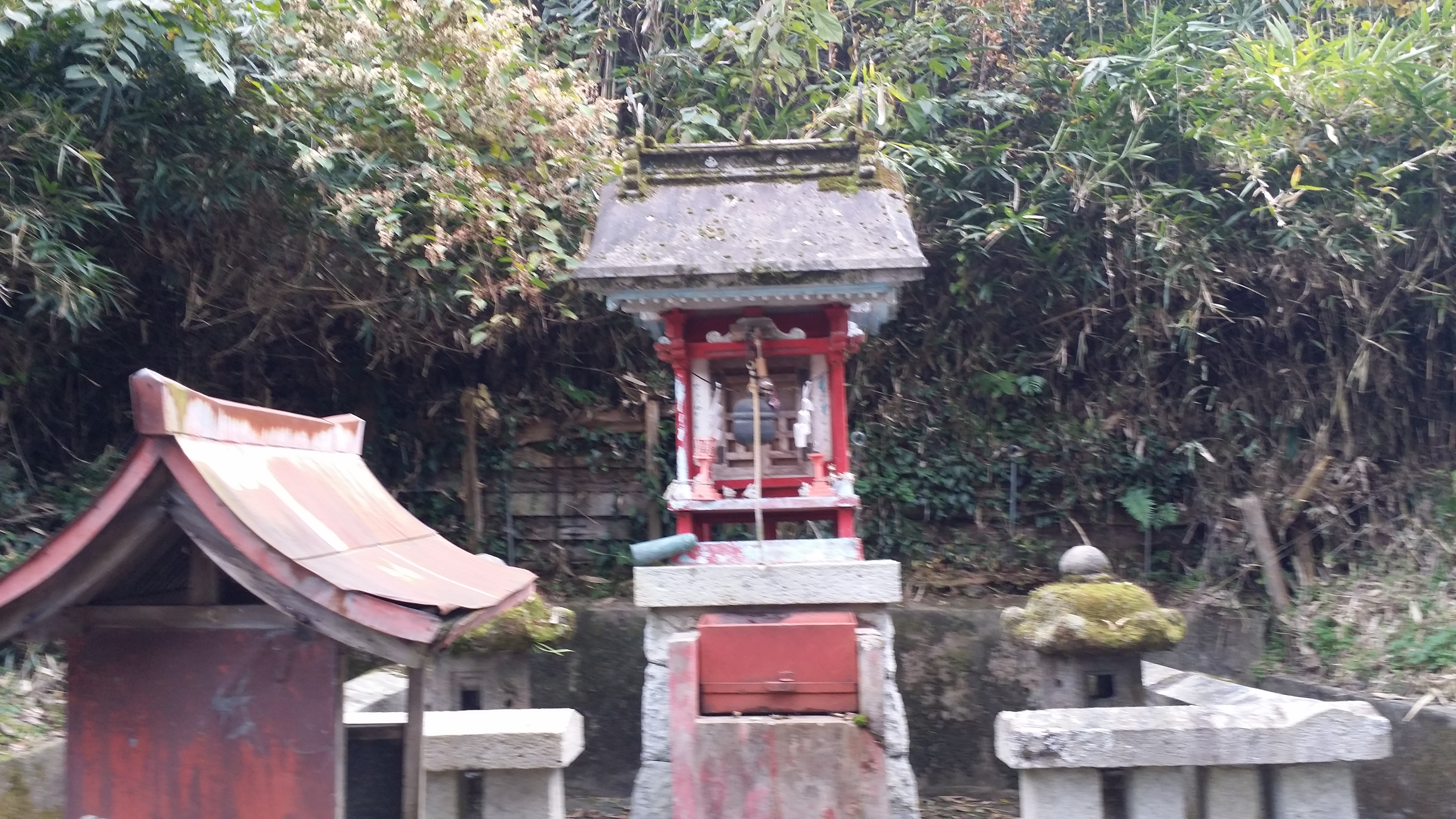
奥の院
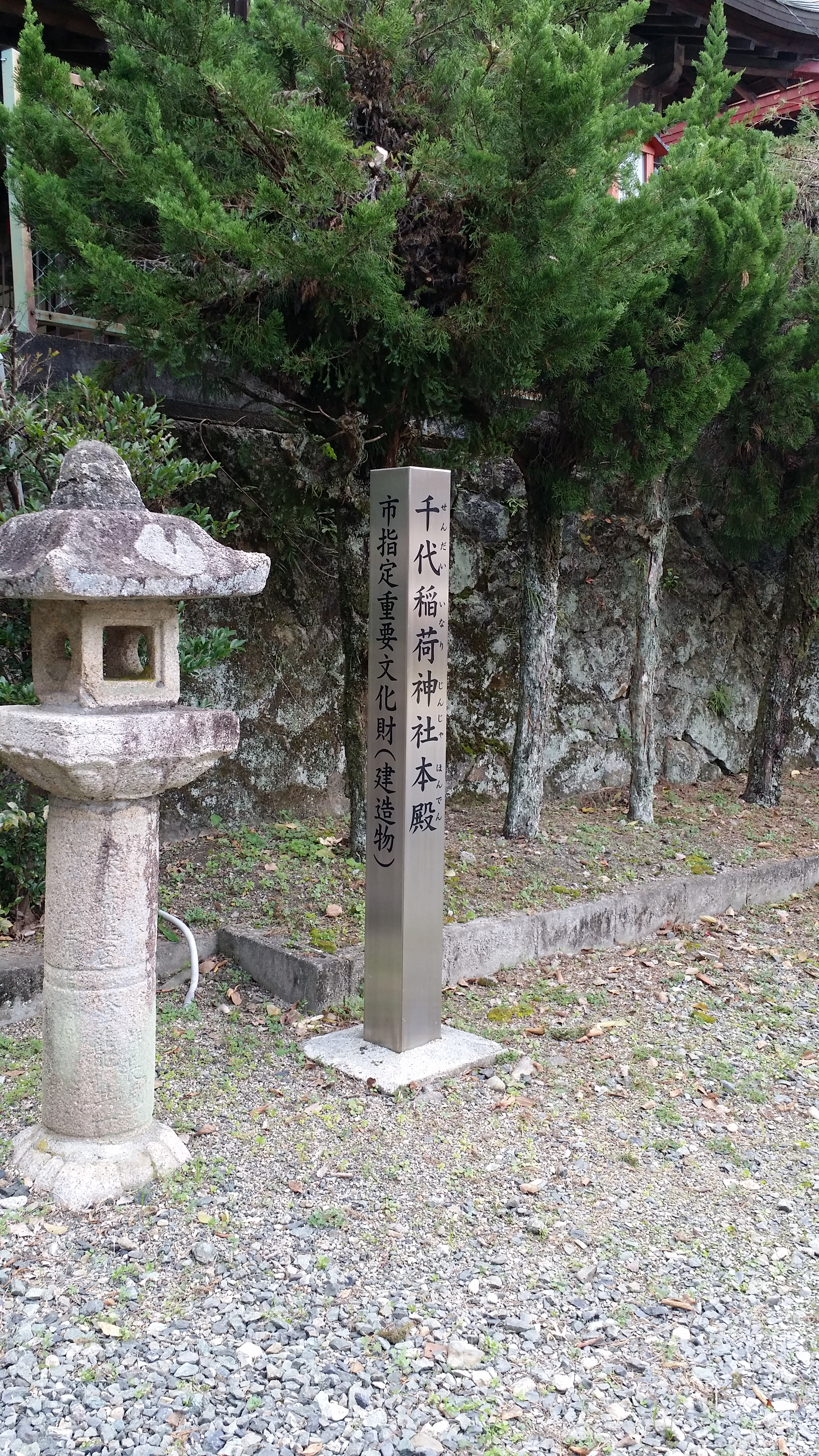
千代稲荷神社の標柱

## 文化財

### 重要文化財（市指定）
本殿（建造物・平成15年（2003年）2月17日指定）
- 天和3年（1683年）に上棟。

## 現地情報
所在地
- 岡山県津山市山下82

交通アクセス
- 最寄り駅：JR姫新線・津山線 津山駅下車、徒歩で約17分（北に約1.4km）。

周囲
- 鶴山公園の東に位置し、赤い鳥居と大きな提灯が目印。